# Heimatstube Exten
Die Heimatstube Exten – Museum für Dorfkultur ist ein Heimatmuseum zur Bewahrung der Geschichte, Tradition und Kultur der Gemeinde Exten, einem Ortsteil der Stadt Rinteln.
Es wurde 1973 als Heimatstube Exten in Exten gegründet. Das Museum befindet sich im historischen Gebäude der ehemaligen „neuen“ Schule „Auf dem Anger“.

## Geschichte
1973 beschloss der Gemeinderat die Einrichtung der Heimatstube Exten. Dazu gründete man 1974 den eingetragenen Verein für „Heimatpflege und Kultur Exten“ zur Koordination zukünftiger Tätigkeiten.

## Gebäude
1879 errichtete die Gemeinde Exten auf Anordnung der Regierung in Kassel „Auf dem Anger“ eine neue Schule. Dazu kaufte man 1877 dem Colon Brockmeier Nr. 8 ein Landstück auf „Der Kirchbreite“ ab und tauschte es mit der Kirchengemeinde gegen das Grundstück „Auf dem Anger“, das bis dahin als Pfarrwitwengarten genutzt wurde.

## Ausstellung
In zwei Klassenräumen der ehemaligen Schule sowie einer kleinen Freifläche im Außenbereich begannen die Mitglieder des Vereins in ehrenamtlicher Tätigkeit mit dem Aufbau einer Heimatausstellung über Exten. Am 11. Februar 1978 wurde die Heimatstube Exten offiziell von Ortsbürgermeister Heinz Maack eingeweiht.
Die Heimatstube Exten hat auf ca. 150 m² eine umfangreiche heimatkundliche Sammlung mit zahlreichen privaten Exponaten aus dem Alltagsleben der Dorfbewohner zusammengetragen. Hierzu gehören insbesondere Werkzeuge, Maschinen und Gegenstände der ehemals ansässigen Handwerksberufe wie Messerschmiede, Zigarrenmacher, Weber, Korbmacher, Tischler, Stellmacher, Schuhmacher, Schneider, Maler, Maurer, Sattler und Bäcker. Auch der vollständig erhaltene Schalter der letzten Poststelle in Exten mit all seinen Utensilien wird in der Heimatstube präsentiert.
Seit 2008 gehört das Industriemuseum Unterer Eisenhammer Exten zur Dauerausstellung des Museumsbetriebes. Die Ausstellung in der historischen Betriebsstätte einer wasserbetriebenen Hammerschmiede mit eigener Stromerzeugung zeigt vorindustrielle Werkzeuge und Maschinen zum Schmieden um die Jahrhundertwende. Sie umfasst die komplett erhaltene alte und funktionstüchtige Handwerkstechnik.
Seit 2011 gehört das Industriemuseum Oberer Eisenhammer Exten ebenfalls zur Dauerausstellung des Museumsbetriebes. Es befinden sich einige originale Ausstattungsgegenstände der Hammerschmiede im Gebäude. Das 2017 in Betrieb genommene Wasserrad treibt einen 2 kW Permanentmagnet-Generator zur Stromerzeugung mittels erneuerbaren Energien an. Der historische Schwanzhammer wurde nach altem Vorbild vollständig rekonstruiert und kann wieder betrieben werden.

## Archiv und Bibliothek
Der Heimatstube angeschlossen ist ein Archiv, das aus Beständen von ehemaligen Vereinsaufzeichnungen und einigen fundierten Ortschroniken zur Historie des 896 gegründeten Ortes besteht. Ebenso eine kleine Bibliothek und ein Bildarchiv mit Bänden heimatkundlicher Literatur über die Region des Weser- und Extertales um Exten herum und Landschafts- und Ortsaufnahmen. Darunter befinden sich auch wertvolle historische Schriften und Bücher zur Geschichte des Rittergutes in Exten. Diese kommen aus dem Besitz der Adelsfamilien „von Wartensleben“ und „von Meien“.

## Modernisierung

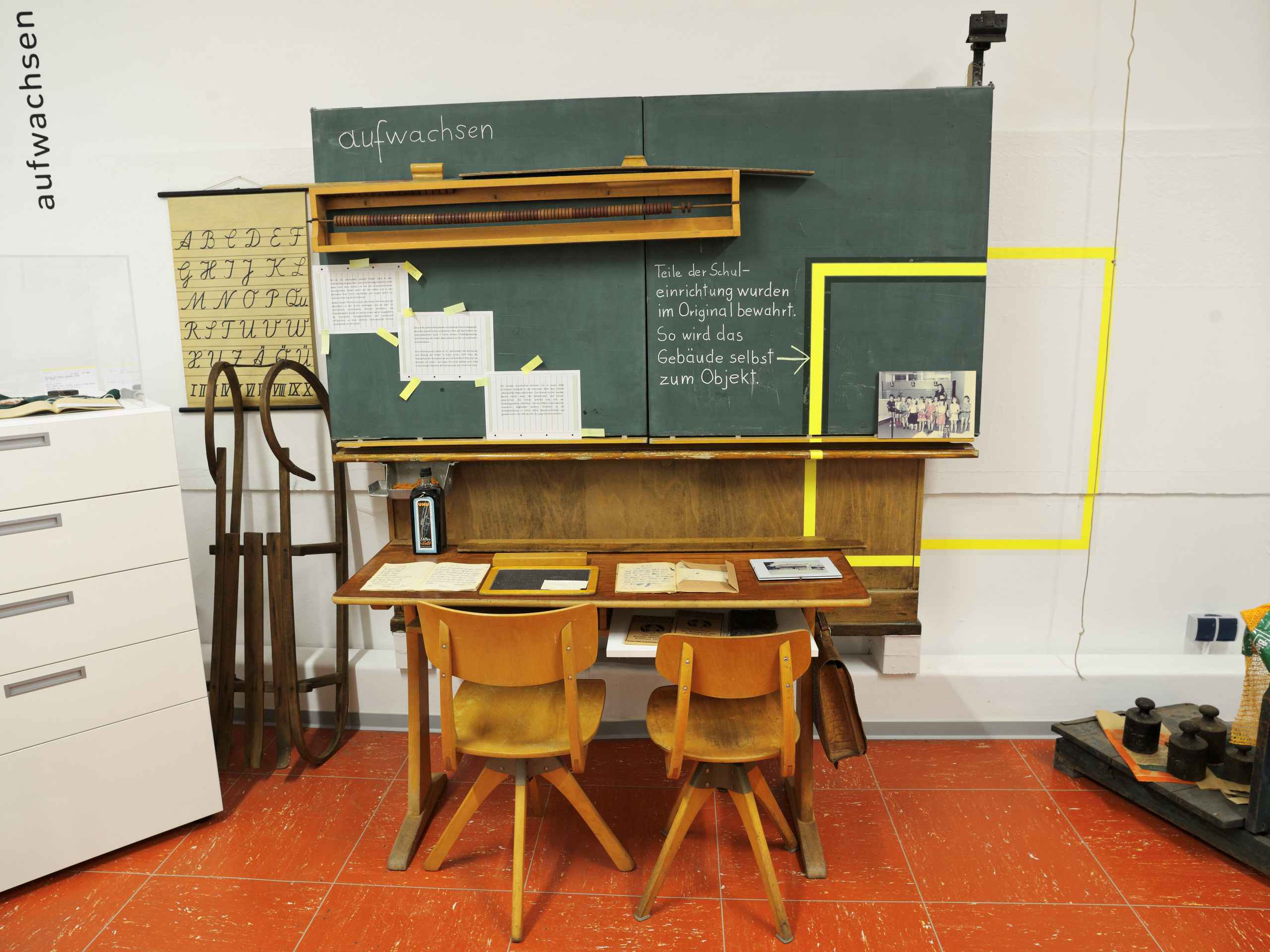
Ansicht der historischen Schultafel zum Thema „aufwachsen“

2010 bis 2014 wurde die Heimatstube grundlegend saniert und modernisiert. Räume und Ausstellung wurden nach zeitgemäßen Konzepten neu gestaltet und ausgestattet. Der Name wurde in „Heimatstube Exten - museum für dorfkultur“ geändert. Unter der Leitung von Studierenden des Masterstudiengangs Museum und Ausstellung der Carl von Ossietzky Universität Oldenburg wurde der gesamte Bestand erfasst und gemeinsam mit engagierten Ehrenamtlichen aus dem Ort digitalisiert. Die umfangreiche Sammlung wurde in 23 Themenbereiche aufgeteilt:
verklären? - l(i)eben, dokumentieren, herrschen, kommunizieren, engagieren, trainieren, forschen, feiern, treffen, kämpfen, trauern, glauben, gestalten, musizieren, fließen, löschen, bewirtschaften, aufwachsen, entdecken, wohnen, (ver)pflegen, arbeiten, flechten
Dadurch ist es gelungen, dörfliches Leben mit allen Facetten erfahrbar zu machen. Das Dorf wird dabei als spezifischer Kulturraum begriffen, der eigene soziale Hierarchien und Traditionen hervorbringt.

## Auszeichnungen
- 2014 – Förderpreis Museumspädagogik der VGH-Stiftung

## Dokumentarfilme
- „Der Korbflechter“, vom WIM (Westfälisches Industriemuseum Dortmund) 1994 - nachvertont 2010, 20 Minuten. (Teil der Dauerausstellung)